# Кременчуцька міська художня галерея
Кременчуцька міська художня галерея — комунальний заклад культури міста Кременчука, призначення для висвітлення творчості всеукраїнських та місцевих митців.

## Дані
- Адреса: вул. Коцюбинського, 4[1]

## Опис
Художня галерея заснована в 1998 році й знаходиться в мальовничому центрі міста Кременчука поруч з парком Придніпровським на березі Дніпра. В закладі діє два зали з прекрасним освітленням, сучасним ремонтом. Зазвичай у галереї проходять персональні та спільні виставки кременчуцьких, обласних художників, а також міжнародні виставки живопису, графіки, декоративно-вжиткового мистецтва, скульптури, художньої фотографії. Експозиції змінюються щомісяця. Художня галерея - справжній центр культурного життя Кременчука, тут проходять екскурсії, майстер-класи, методичні об'єднання, конференції, музичні концерти, літературні презентації поетичні вечори, конкурси фотографії та дитячих малюнків, виїзні виставки тощо.
Вхід безкоштовний.
Галерея входить до переліку державних музеїв, в яких зберігаються музейні колекції та музейні предмети, що є державною власністю та належать до державної частини Музейного фонду України. Кременчуцька міська художня галерея веде наукову й мистецтвознавчу діяльність, у співпраці з всеукраїнським журналом "Образ М" та місцевою пресою в світ вийшла серія статей про мистецьке життя міста, нематеріальну духовну спадщину Кременчуччини. В 2020 році проєкт «Легенди Кременчука» закладу культури КМХГ став лауреатом обласного конкурсу-огляду елементів нематеріальної культурної спадщини «Народні джерела Полтавщини».